# Панарина, Вера Зиновьевна
Вера Зиновьевна Панарина (20 мая 1930 — 24 июля 2002) — передовик советского сельского хозяйства, доярка совхоза «Стемасский» Алатырского района Чувашской АССР, Герой Социалистического Труда (1966).

## Биография
Родилась в 1930 году в посёлке Борки Алатырского района Чувашской АССР в крестьянской семье.
Завершив обучение в школе, трудоустроилась в местный колхоз в полеводческую бригаду, а затем на свиноферму.
В 1951 году перешла работать на животноводческую ферму в совхоз «Стемасский». Сначала работала подсобной дояркой — заменяла основных доярок, когда те находились на выходном или в отпуске. Через полтора года ей разрешили набрать группу нетелей, которых она готовила к пополнению в основное стадо.
Постепенно набиралась опыта, надои в её группе стали расти. От 25 закреплённых коров она стала получать по 3000 килограммов молока в среднем за год. Стадо отличалось ухоженностью, чистотой и упитанностью. Немалую помощь ей оказывал её супруг, который работал фельдшером. В 1965 году она, вступив в социалистическое соревнование, сумела достичь показателя в 3406 килограммов от каждой коровы в среднем за год.
«За достигнутые успехи в развитии животноводства, увеличении производства и заготовок мяса, молока, яиц и шерсти и другой продукции» указом Президиума Верховного Совета СССР от 22 марта 1966 года Вере Зиновьевне Панариной было присвоено звание Героя Социалистического Труда с вручением ордена Ленина и медали «Серп и Молот».
Продолжала и дальше трудиться в сельском хозяйстве. До выхода на пенсию в 1986 году работала заведующей фермой крупного рогатого скота.
Проживала в посёлке Восход Алатырского района. Умерла 24 июля 2002 года. Похоронена на поселковом кладбище.

## Награды
За трудовые успехи была удостоена:
- золотая звезда «Серп и Молот» (22.03.1966)
- орден Ленина (22.03.1966)
- другие медали.